# شینوبو هاشیموتو
شینوبو هاشیموتو (ژاپنی: 橋本 忍) فیلم‌نامه‌نویس، کارگردان فیلم، تهیه‌کننده و یک همکار با آکیرا کوروساوا بود.
او موفق به کسب ۱۶ جایزه برای نوشته‌های خود، از جمله چند بار دریافت جایزه روبان آبی، در دهه ۱۹۶۰ بود.